# Eugen Doga

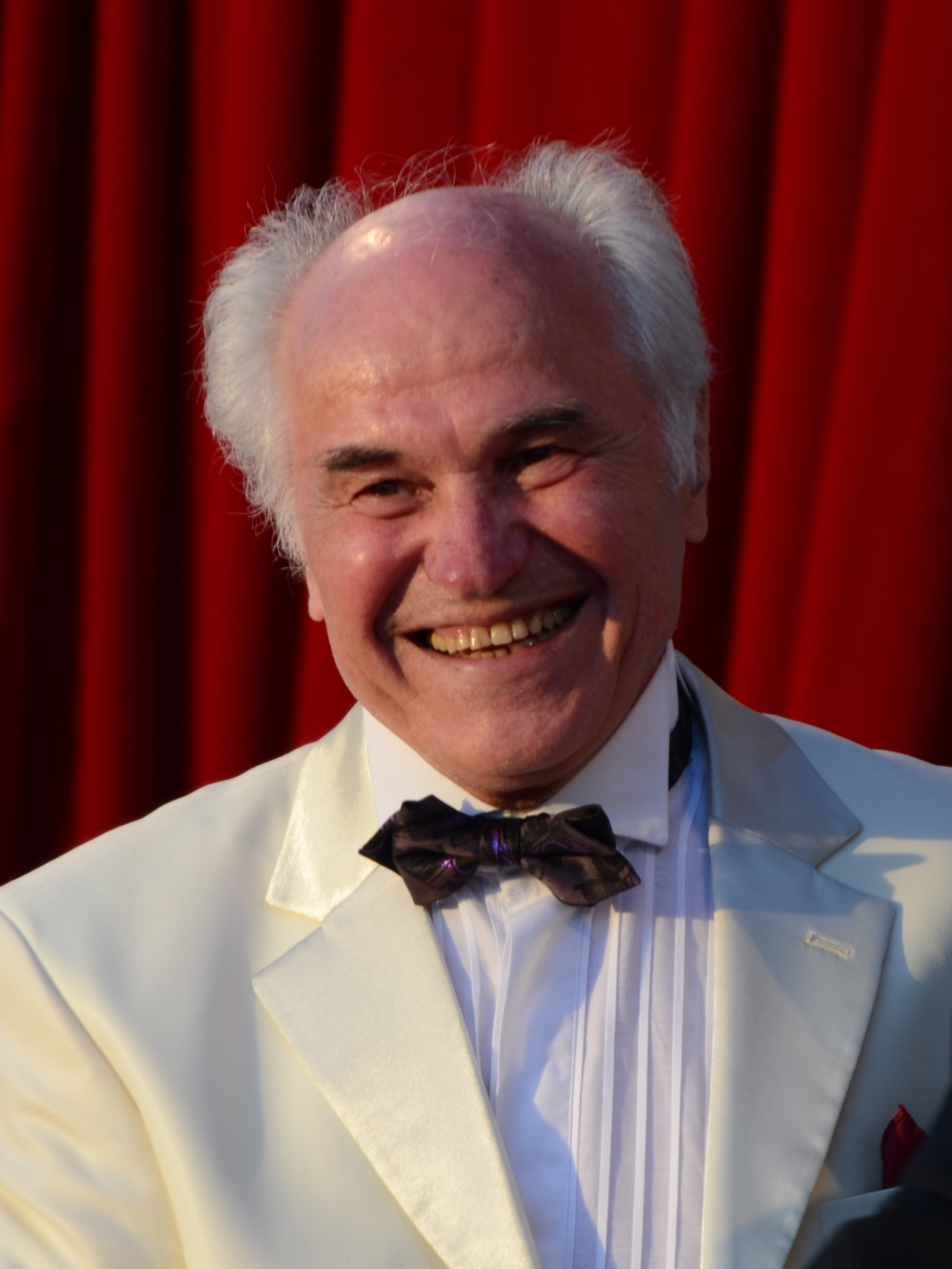
Eugen Doga (2014)

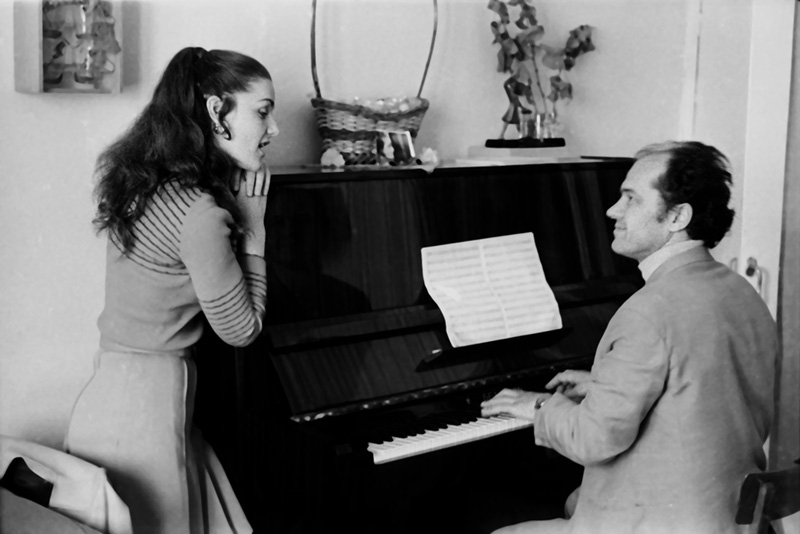
Eugen Doga und Nadejda Cepraga (1972)

Eugen Doga (russisch Евге́ний Дми́триевич До́га ‚Jewgeni Dmitrijewitsch Doga‘; * 1. März 1937 in Mocra, Rajon Rîbnița, Moldauische ASSR, Sowjetunion; † 3. Juni 2025 in Chișinău) war ein sowjetischer bzw. moldauisch-russischer Komponist.

## Leben

### Jugend und Ausbildung
Doga wurde in einer moldauisch-rumänischen Familie geboren. Seine Kindheit fiel mit einer Zeit historischer Umwälzungen zusammen. Krieg, Repressionen, Hunger, Armut, harte Arbeit prägten das alltägliche Leben der Familie Doga. Nach siebenjähriger Schulzeit ging Eugen Doga mit seinen Freunden nach Chișinău, um sich am Konservatorium einzuschreiben, von dem er beim Hören eines selbstgebauten Radios erfuhr. Er wurde am Konservatorium „Ștefan Neaga“ aufgenommen, obwohl er keine vorherige Ausbildung hatte. 1951–1955 studierte er Cello. Sein Lehrer war Pablo Giovanni Baccini, der die weiteren Geschicke des Komponisten maßgeblich beeinflusste. Eine Lähmung der linken Hand, Folgen seiner schweren Kindheit, verhinderten seine weitere Karriere als Cellist. Doga studierte am staatlichen Konservatorium und weitere fünf Jahre am Kunstinstitut Gavriil Musicescu mit dem Schwerpunkt Komposition. Am 1. Januar 1957 wurde zum ersten Mal sein Werk „Neujahrslied“ (Cântec de anul nou) vom Kinderchor und -orchester des moldawischen Rundfunks unter der Leitung von Shiko Aranova aufgeführt. Nach seinem Abschluss am Konservatorium in Chisinau trat er als Cellist im Orchester des Staatskomitees der Moldauischen Sozialistischen Sowjetrepublik für Fernsehen und Radio auf (1957–1962), unterrichtete an der Musikhochschule „Stefan Neaga“ in Chisinau (1962–1967) und arbeitete von 1967 bis 1972 im Repertoire-Redaktionsausschuss des Kulturministeriums der Republik Moldau.

### Konzerttätigkeit

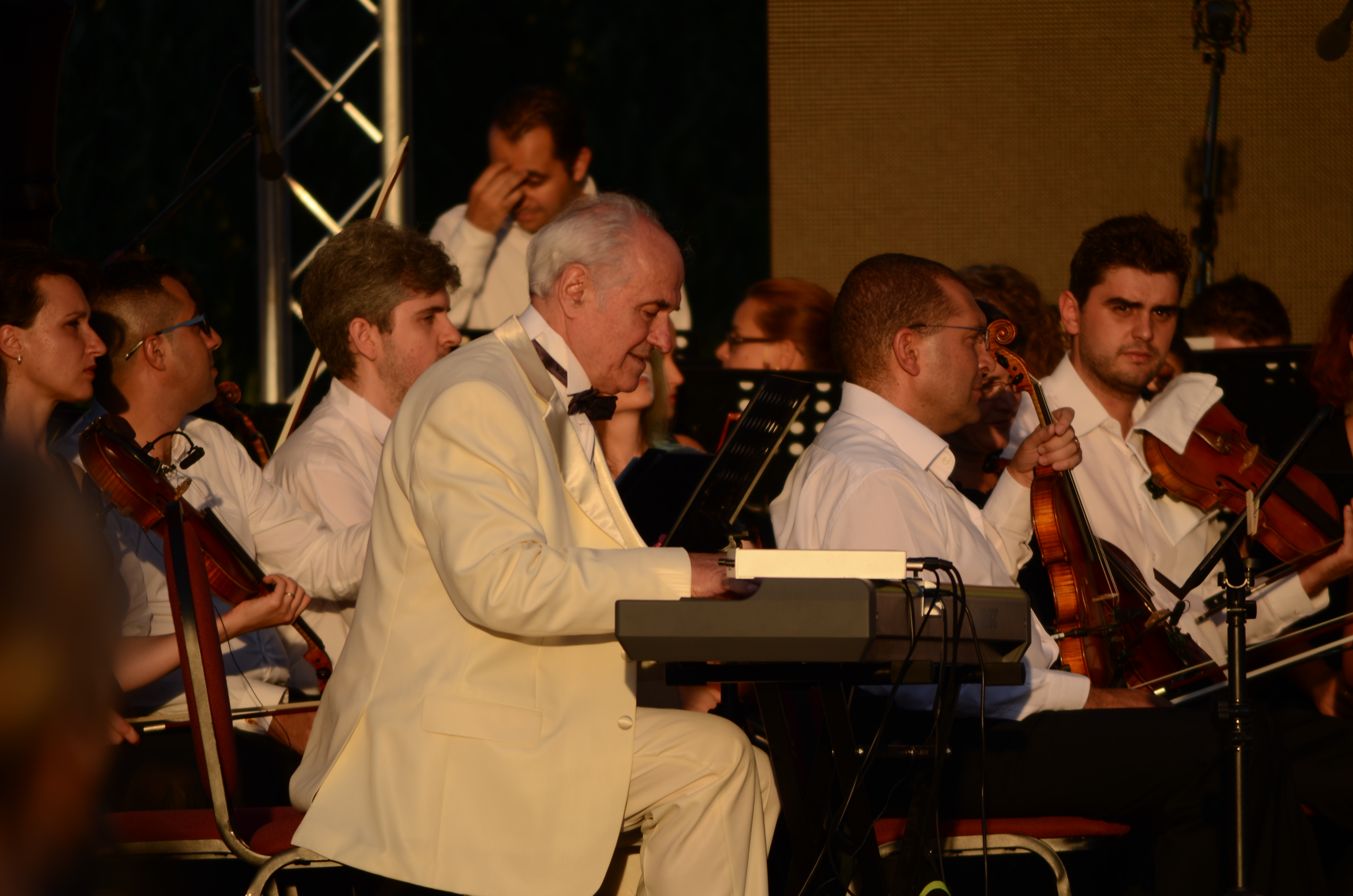
Bei einem Konzert in Bukarest (2014)

Ab 1972 tourte Doga mit seinen Konzerten durch die Sowjetunion. Die Konzerte von Eugen Doga zogen bis zuletzt ein großes internationales Publikum an. Doga arbeitete u. a. mit dem Chor des Fernsehens und des Radios Moldawiens, dem George Enescu Philharmonic Orchestra, dem Moskauer Kammerorchester „Die Jahreszeiten“, dem Orchester der Moldauischen Philharmonie „Sergei Lonkevich“, dem Symphonieorchester der Stadt Moskau und dem Orchester der Rumänischen Nationaloper Iași zusammen.

### Kompositionen
Doga hinterließ eine Oper, Ballette, eine Sinfonie, Streichquartette, Vokalmusik, u. a. Kantaten, Chöre, Lieder und Romanzen, ferner etliche Walzer. Außerdem komponierte er Musik zu mehr als 200 Filmen, etwa für Das Zigeunerlager zieht in den Himmel (1976) und Anna Pawlowa – Ein Leben für den Tanz (1983).

### Privates
Eugen Doga lebte mit seiner Familie in Chișinău und in Moskau.

## Ehrungen und Auszeichnungen
- Mitglied des Komponistenverbandes der Republik Moldau (1961) und der UdSSR (1974)
- Mitglied der Union der Kameraleute der UdSSR (1975)
- Verdienter Künstler der Moldauischen SSR (1974)
- Preisträger des Staatspreises der Moldauischen SSR (1980)
- Volkskünstler der Republik Moldau (1984).
- Preisträger des Staatspreises der UdSSR für die Musik des Balletts „Luceafărul“ und Musik für Kinofilme (1984)
- Volkskünstler der UdSSR (1987).
- Mitglied der Akademie der Wissenschaften der Republik Moldau (1992)
- Offizier des Ordens der Republik (1997)
- Offizier des Sternordens von Rumänien (2000)
- Goldmedaille „Person-2000“ (USA).
- Jubiläumsmedaille und Diplom zu Ehren des 150. Geburtstages von Mihai Eminescu (2000)
- „Ovation“ (2001), „Ovation“ (2007).
- Orden des Sterns von Rumänien – Kommandantengrad (2004)
- Beanie-Master, Internationales Kunstfestival „Master Class“ (2004)
- Orden „Für Verdienste um das Vaterland“, IV. Klasse (2008)
- Orden der Republik Moldau (2007)
- „Danaker“-Orden, Kirgisistan (2007)
- Commonwealth-Preis (2007).
- „Beacons Of The Motherland“ (2007)
- Der Orden des Rubinkreuzes „Heilige Kraft“ (2007)
- Staatspreis der Republik Moldau (2008)
- „Zum Wohle des Vaterlandes“, Russland (2008)
- „Treudienst-Orden“ Rumäniens.
- „Golden Knight“-Preis für die Musik zum Film Ash Waltz (2011)